# 達爾貝達 (阿爾及利亞)

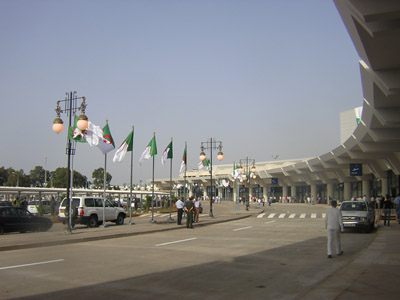
胡阿里·布迈丁机场

達爾貝達（阿拉伯语：الدار البيضاء）是阿尔及利亚阿尔及尔的一座城市。在法国殖民时期，地名採其法语名Maison Blanche（法語發音：[mɛzɔ̃ blɑ̃ʃ]）称呼，其意“白房子”与现时之阿拉伯语名称相同。其阿拉伯语名与摩洛哥的卡萨布兰卡相同。
達爾貝達的面积为3200公顷，并有阿尔及利亚最大的国际机场胡阿里·布迈丁机场。在1998年人口普查中達爾貝達有44,753名居民，在1987年有12,900名。